# مودیوروش‌بانیا
مودیوروش‌بانیا (به مجاری:  Mogyorósbánya) یک شهرداری در مجارستان است که در ناحیه استرگوم واقع شده‌است. مودیوروش‌بانیا ۷٫۳۳ کیلومتر مربع مساحت و ۸۸۶ نفر جمعیت دارد.